# Braye-sur-Maulne
Braye-sur-Maulne és un municipi francès, situat al departament de l'Indre i Loira i a la regió de Centre – Vall del Loira. L'any 2007 tenia 221 habitants.

## Demografia

### Població
El 2007 la població de fet de Braye-sur-Maulne era de 221 persones. Hi havia 84 famílies, de les quals 24 eren unipersonals (4 homes vivint sols i 20 dones vivint soles), 28 parelles sense fills, 24 parelles amb fills i 8 famílies monoparentals amb fills.
La població ha evolucionat segons el següent gràfic:
Habitants censats

### Habitatges
El 2007 hi havia 116 habitatges, 85 eren l'habitatge principal de la família, 24 eren segones residències i 8 estaven desocupats. 115 eren cases i 1 era un apartament. Dels 85 habitatges principals, 77 estaven ocupats pels seus propietaris i 8 estaven llogats i ocupats pels llogaters; 4 tenien dues cambres, 20 en tenien tres, 18 en tenien quatre i 43 en tenien cinc o més. 65 habitatges disposaven pel capbaix d'una plaça de pàrquing. A 43 habitatges hi havia un automòbil i a 35 n'hi havia dos o més.

### Piràmide de població
La piràmide de població per edats i sexe el 2009 era:
| Homes | Edats   | Dones |
| ----- | ------- | ----- |
| 0     | 95 o +  | 0     |
| 0     | 90 a 94 | 4     |
| 4     | 85 a 89 | 0     |
| 0     | 80 a 84 | 4     |
| 4     | 75 a 79 | 16    |
| 16    | 70 a 74 | 4     |
| 4     | 65 a 69 | 4     |
| 0     | 60 a 64 | 8     |
| 0     | 55 a 59 | 8     |
| 4     | 50 a 54 | 0     |
| 4     | 45 a 49 | 4     |
| 4     | 40 a 44 | 8     |
| 12    | 35 a 39 | 0     |
| 4     | 30 a 34 | 24    |
| 8     | 25 a 29 | 0     |
| 4     | 20 a 24 | 4     |
| 0     | 15 a 19 | 4     |
| 20    | 10 a 14 | 8     |
| 8     | 5 a 9   | 4     |
| 12    | 0 a 4   | 4     |

## Economia
El 2007 la població en edat de treballar era de 128 persones, 88 eren actives i 40 eren inactives. De les 88 persones actives 76 estaven ocupades (42 homes i 34 dones) i 12 estaven aturades (5 homes i 7 dones). De les 40 persones inactives 11 estaven jubilades, 18 estaven estudiant i 11 estaven classificades com a «altres inactius».

### Ingressos
El 2009 a Braye-sur-Maulne hi havia 80 unitats fiscals que integraven 206 persones, la mediana anual d'ingressos fiscals per persona era de 15.816 €.

### Activitats econòmiques
Dels 6 establiments que hi havia el 2007, 2 eren d'empreses extractives, 1 d'una empresa de construcció, 1 d'una empresa de comerç i reparació d'automòbils, 1 d'una empresa d'hostatgeria i restauració i 1 d'una empresa de serveis.
L'únic servei als particulars que hi havia el 2009 era un paleta.
L'any 2000 a Braye-sur-Maulne hi havia 10 explotacions agrícoles que ocupaven un total de 356 hectàrees.

## Poblacions més properes
El següent diagrama mostra les poblacions més properes.